# Акведук Гранд-Арву
Акведук Гранд-Арву́ (итал. Ponte acquedotto di Grand Arvou, фр. Pont aqueduc du Grand-Arvou) — мост-акведук в Аостской долине, во фракции Пороссан, построенный в начале XIV века. Пересекает оросительный канал Рю-Прево́ (фр. Rû Prévôt). Внутри акведука есть пеший проход, вымощенный плиткой. Толщина стен около 50 сантиметров, крыша сделана из камня.

## История строительства
В конце XIII века в Северной Италии увеличились объемы животноводства. В связи с этим, для орошения пастбищ были организованы оросительные каналы. Канал Рю-Прево́, длиной около 12 километров, был построен на месте старой дороги, из-за чего возникла необходимость строительства моста. По распоряжению ректора Аостского кафедрального собора, было построено 3 акведука через этот канал.
Мост сразу же стал популярен и Савойский дом заявил о праве на доходы от его использования. Акведук Гранд-Арву не используется в качестве моста, поскольку канал Рю-Прево́ в XX веке переведён в трубы.